# 福田朋夏

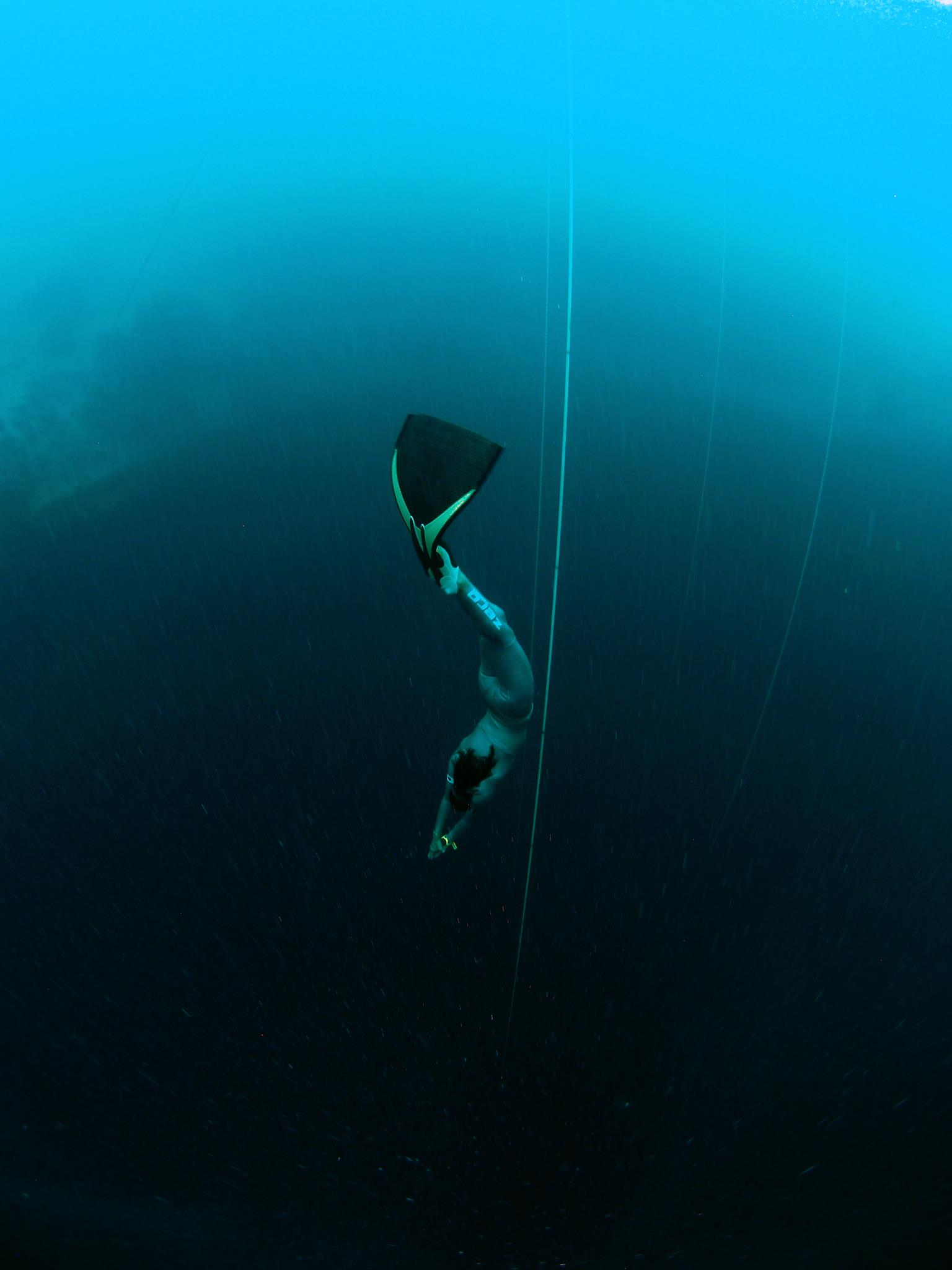
VERTICAL BLUE 2015 CWT

福田朋夏（ふくだ ともか、1978年2月2日 − ）は、日本のフリーダイビング選手。エイベックス・マネジメント所属。北海道札幌市出身。沖縄県在住。

## 経歴
- 幼少期から習っていた水泳を通して「水の中にいる自分のほうが自然で本物のような気がしてきた」というのがフリーダイビングを始めたきっかけ。
- 2010年に沖縄で開催された世界選手権にスタッフとして参加した際にトップダイバー達のパフォーマンスを目の当たりにし、これを機に本格的にトレーニングを開始することとなる。
- 高校卒業後に地元札幌から海に魅せられて2011年に沖縄に移住。本格的にフリーダイビングのトレーニングを始めたその年の9月にギリシア・カラマタで行われた大会にてCWT（垂直潜水）−58mを記録。ちなみに2005年時点での日本記録が日本フリーダイビング界のパイオニア、松元恵の持つ−56mであった。
- 翌年11月にはバハマ・ディーンズブルーホールにて−80mを記録。トップダイバーでも-80mに達するには10年掛かると云われており、競技経験2年目としては異常な記録であることがうかがえる。
- プール種目でも順調に記録を伸ばし、2012年9月にフランス・ニースで開催されたAIDA[:en]（International Association for Development of Apnea）世界選手権（団体戦）メンバーに選出。失格が許されない団体戦にもかかわらずSTA（閉息静止）・DYN（平行潜水）の2種目で自己記録を更新する余裕を見せ、2位以下を大きく引き離すポイントを獲得し前回優勝の岡本美鈴・廣瀬花子と共に金メダルを獲得。これが世界選手権で初のメダルとなった。
- この短期間の成長には世界も衝撃を受け、フリーダイバーが投票する「Best Female Newcomer」に他を大きく引き離して選出された。
- 2014年9月開催のAIDA世界選手権（団体戦）代表に選出。前回と同じく岡本美鈴・廣瀬花子の両選手とともに2大会連続の金メダル獲得に挑んだ。開催地はフリーダイビングの聖地、イタリアのサルデーニャ島。海況不良によって通常最初に行われるCWTより先にプール競技であるSTAが行われ、綿密な戦略が求められる団体戦に大きな影響を与えることとなった。3選手共に安定した記録を残すも強豪ロシアの壁は厚く、総合2位で大会を終えた。
- バハマにてVertical Blue 2016に参戦、日本記録となるCWT-94mを記録。大会期間中は体調が芳しくなく本数を抑えてのチャレンジであったのが惜しまれるところであるが、競技生活わずか5年目にして日本の頂点に立ったことは驚異的と言える。
- CWTの自己ベストを-95mにまで伸ばし、2016年のAIDA世界選手権（団体戦）の代表に3大会連続の選出。CWTでは廣瀬花子と共に女子選手最深の−83mをマーク、「海に強い日本女子」を見せつけ2位チェコを引き離して暫定首位に立つ。順調な滑り出しを見せたが、ここで福田は風邪にかかり熱を出してしまい、体調不良のまま臨んだSTAは5分17秒に留まる。チェコの猛追を受け、体調も戻らず不安の中で最終種目DYNを迎えることになったが、「ここでチームに迷惑をかけられない」と奮起した福田は自己ベストとなる158mを記録。再びチェコを引き離し首位をキープ、2大会ぶりとなる金メダルを手にした。
- 2018年5月、ケイマン諸島で行われた大会にてCWT-100mを記録、世界でも女子5人目となる-100m台に到達した。

## 人物
沖縄移住後に地元漁師の手伝いをする中で、海・自然と生きることの素晴らしさを感じる。できることなら自分も漁師になりたいくらい、と語っている。BEGINのギタリスト島袋優と結婚。

## 主な戦績
STA…スタティック・アプネア　DYN…ダイナミック･ウィズ･フィン　DNF･･･ダイナミック・ウィズアウト・フィン　
CWT･･･コンスタント・ウェイト・ウィズ・フィン　FIM・・・フリー・イマージョン
各種目の詳細についてはフリーダイビングの種類を参照のこと。
　

### 大会別
| 開催年 | 大会・公式記録会              | 開催地                        | 種目          | 順位   |
| ------ | ----------------------------- | ----------------------------- | ------------- | ------ |
| 2011   | DEEP WATER OKINAWA            | 沖縄                          | CWT           | 優勝   |
| 2012   | AIDA TEAM WORLD CHAMPIONSHIPS | Nice, France                  | CWT, STA, DYN | 優勝   |
| 2012   | VERTICAL BLUE                 | Long Island, Bahama           | CWT           | 3位    |
| 2013   | SWISS POOL CHAMPIONSHIPS      | Frutigen, Swiss               | DYN, STA      | 優勝   |
| 2013   | 6th MEDITERRANEAN WORLDCUP    | Myrtos, Greece                | CWT           | 優勝   |
| 2014   | AIDA TEAM WORLD CHAMPIONSHIPS | Sardegna, Italy               | CWT, STA, DYN | 2位    |
| 2014   | VERTICAL BLUE                 | Long Island, Bahama           | CWT           | 2位    |
| 2015   | VERTICAL BLUE                 | Long Island, Bahama           | CWT, CNF, FIM | 2位    |
| 2015   | PADI WORLD CUP BIG BLUE       | Espíritu Santo Island, Mexico | CWT           | 優勝   |
| 2016   | VERTICAL BLUE                 | Long Island, Bahama           | CWT           | 2位    |
| 2016   | Caribbean Cup                 | Roatán, Honduras              | CWT, FIM      | CWT1位 |
| 2016   | AIDA TEAM WORLD CHAMPIONSHIPS | kalamata, Greece              | CWT, STA, DYN | 優勝   |
| 2017   | Deepsea Challenge             | Bonaire, Netherlands Antilles | CWT           | 優勝   |
| 2018   | Deja Blue 9                   | Grand Cayman, Cayman Islands  | CWT           | CWT1位 |

### 自己記録（2017年5月8日現在）
- CWT　-100m
- CNF　　-53m
- FIM　　-81m
- STA　　6'29"
- DYN　　158m
- DNF　　84m

## 出演

### テレビ
- 2013年12月15日　 情熱大陸　「グランブルーに魅せられた天才フリーダイバー・福田朋夏。世界記録に挑む姿に密着する」　毎日放送
- 2014年4月10日 　  ジャンクSPORTS 　スタジオゲスト　フジテレビ
- 2014年4月21日 　  明石家さんまの転職DE天職2　スタジオゲスト　日本テレビ
- 2014年7月13日 　  ONE hour Sense　「海を臨むスタジオ」　フジテレビ
- 2016年11月13日・20日　　辰巳琢郎の葡萄酒浪漫　BSジャパン
- 2017年2月3日　　 アナザースカイ　「世界で戦う美女フリーダイバー福田朋夏がバハマで潜る！」　日本テレビ
- 2017年8月1日　　 グッと!スポーツ　メインゲスト　NHK
- 2017年12月20日　ナカイの窓　ゲスト　日本テレビ
- 2019年3月1日　　 才色健備　メインゲスト　BS朝日

### CM
- 2017年11月〜　大塚製薬　ボディメンテサポートプログラム

### 雑誌・Web
- 2012年10月7日　 NumberWeb　　ニッポンの女子が偉業達成。フリーダイビングで世界連覇。～189mを潜水する「人魚ジャパン」～
- 2014年9月4日号　週刊新潮　　　 「世界3連覇を目指す人魚JAPAN」
- 2015年6月号　　 月刊ダイバー　　表紙
- 2016年6月6日　  De La Mer Japan　ドゥ・ラ・メール ブルーハート｜福田朋夏（フリーダイビング日本女子代表 「人魚ジャパン」 金メダリスト）
- 2016年6月13日　Asahi Shinbun Digital　Asahi Shinbun Digital　海の恵みへの感謝　フリーダイバー福田朋夏×ドゥ・ラ・メール
- 2016年6月17日　AFPBB News　海の神秘をまとった現代のマーメイド、フリーダイバー福田朋夏
- 2016年8月号　　 Priveteeyes　海に感謝し 狙うは世界選手権団体戦で金メダル
- 2016年10月6日　ANA Travel & Life 世界中の海を潜ってみたい！フリーダイバー福田朋夏が、海を通して見ている風景